# Serie A 1922-1923
L'edizione 1922-1923 della Serie A svizzera vide la vittoria finale del FC Bern. Il titolo fu poi revocato e non assegnato.

## Stagione

### Novità
Dalla Serie Promozione è stato promosso il Lugano ed è stato retrocesso il Neumünster.

#### Aggiornamenti
- Il FC Urania e il FC Genève si sono fuse nell'Urania Geneve Sport.

### Formula
Partecipano 24 squadre suddivise in tre gironi all'italiana composti da 8 squadre ciascuno a carattere regionale: un Girone Ovest (Svizzera romanda), un Girone Centrale, (Svizzera centrale) e un Girone Est (Svizzera orientale)..
Due punti alla vittoria, un punto al pareggio, zero punti alla sconfitta.
In caso di pari merito al primo posto in classifica si procede ad uno o più spareggi.
Lo spareggio è previsto anche per evitare l'ingresso agli spareggi retrocessione (ultimo posto in classifica).
Le squadre vincenti di ciascun girone si affrontano in una fase finale composta da un girone a tre squadre per stabilire la squadra campione del campionato.
Le ultime squadre classificate di ogni girone affrontano le tre squadre pretendenti alla promozione provenienti dal campionato Serie Promozione, per stabilire le promozioni o retrocessioni.

### Avvenimenti
Nel Girone Centrale la classifica sul campo al termine di tutti gli incontri decretava la vittoria del Girone da parte del Young Boys con due punti di vantaggio sul Berna. Prima dell'inizio del girone finale di assegnazione del titolo, la partita Bienna-Berna, terminata sul campo 3-0 per i padroni di casa, è stata assegnata vinta per 3-0 a tavolino alla squadra di Berna. Di conseguenza si é venuta a creare una situazione di paritá in testa alla classifica. Di conseguenza, si è resa necessaria la disputa di uno spareggio per l'assegnazione del primo posto. Lo Young Boys, tuttavia, rinuncia. Il primo posto è assegnato d'ufficio al FC Bern.
Al termine della fase finale, dopo le verifiche del caso, è stato modificato a tavolino un risultato della fase iniziale: la gara Basilea-Berna, finita sul campo 4-0 per gli ospiti, è stata assegnata 3-0 a tavolino alla squadra di Basilea, poiché i bernesi hanno schierato un calciatore non eleggibile. Per questo motivo, i bernesi avrebbero dovuto terminare al secondo posto in classica nel Girone Centrale. Quindi la squadra bernese non aveva il diritto di disputare il girone finale per l'assegnazione del titolo.
Essendo però giunti al mese di settembre 1923, non c'era più il tempo per giocare nuovi spareggi.
Il titolo nazionale non venne dunque assegnato.

## Girone Est

### Squadre partecipanti
| Club              | Stagione | Città      | Stadio                | Stagione 1921-1922                                        |
| ----------------- | -------- | ---------- | --------------------- | --------------------------------------------------------- |
| Blue Stars Zurigo | dettagli | Zurigo     | Sportanlage Hardhof   | 1º posto nel Girone Est                                   |
| Brühl             | dettagli | San Gallo  | Stadio Espenmoos      | 8º posto del Gruppo Est                                   |
| Grasshoppers      | dettagli | Zurigo     | Stadio Letzigrund     | 2º posto nel Girone Est                                   |
| Lugano            | dettagli | Lugano     | Stadio di Cornaredo   | 1º posto nel Girone Est di Serie Promozione (Neopromosso) |
| San Gallo         | dettagli | San Gallo  | Stadio Espenmoos      | 4º posto nel Girone Est                                   |
| Winterthur        | dettagli | Winterthur | Stadion Schützenwiese | 7º posto nel Girone Est                                   |
| Young Fellows     | dettagli | Zurigo     | Förrlibuck            | 5º posto nel Girone Est                                   |
| Zurigo            | dettagli | Zurigo     | Stadio Letzigrund     | 3º posto nel Girone Est                                   |

### Classifica finale
|  | Pos. | Squadra           | Pt | G  | V  | N | P  | GF | GS | DR  |
|  | ---- | ----------------- | -- | -- | -- | - | -- | -- | -- | --- |
|  | 1.   | Young Fellows     | 23 | 14 | 10 | 3 | 1  | 40 | 12 | +28 |
|  | 2.   | Zurigo            | 18 | 14 | 8  | 2 | 4  | 27 | 24 | +3  |
|  | 3.   | Winterthur        | 17 | 14 | 7  | 3 | 4  | 28 | 20 | +8  |
|  | 4.   | Brühl             | 15 | 14 | 6  | 3 | 5  | 24 | 26 | -2  |
|  | 5.   | Blue Stars Zurigo | 13 | 14 | 5  | 3 | 6  | 38 | 32 | +6  |
|  | 6.   | Grasshoppers      | 13 | 14 | 6  | 1 | 7  | 22 | 26 | -4  |
|  | 7.   | San Gallo         | 7  | 14 | 3  | 1 | 10 | 23 | 33 | -10 |
|  | 8.   | Lugano            | 6  | 14 | 2  | 2 | 10 | 17 | 46 | -29 |

## Risultati

### Tabellone
|               | BLS  | BRU  | GRA  | LUG  | SGA  | WIN  | YFE  | ZUR  |
| ------------- | ---- | ---- | ---- | ---- | ---- | ---- | ---- | ---- |
| BLue Stars    | –––– | 5-0  | 1-3  | 7-2  | 4-1  | 1-4  | 1-1  | 4-2  |
| Bruhl         | 3-3  | –––– | 1-0  | 4-1  | 3-1  | 1-1  | 1-0  | 1-2  |
| Grasshoppers  | 3-1  | 2-2  | –––– | 4-0  | 1-0  | 3-2  | 2-4  | 0-2  |
| Lugano        | 2-4  | 3-1  | 1-0  | –––– | 1-5  | 2-7  | 0-0  | 1-3  |
| San Gallo     | 3-2  | 0-3  | 2-3  | 5-2  | –––– | 0-0  | 1-2  | 2-5  |
| Winterthur    | 2-0  | 2-3  | 2-0  | 2-0  | 2-0  | –––– | 0-3  | 1-1  |
| Young Fellows | 3-3  | 4-1  | 5-0  | 2-0  | 3-2  | 6-1  | –––– | 3-0  |
| Zurigo        | 3-2  | 2-0  | 3-1  | 2-2  | 2-1  | 0-2  | 0-4  | –––– |

### Calendario
| andata (1ª) | andata (1ª) | 1ª giornata          | ritorno (8ª) | ritorno (8ª) |
|             |             |                      |              |              |
| 24 set.     | 2-2         | Grasshoppers-Bruhl   | 0-1          | 15 apr.      |
| 24 set.     | 2-4         | Lugano-Blue Stars    | 2-7          | 14 gen.      |
| 24 set.     | 0-0         | San Gallo-Winterthur | 0-2          | 26 nov.      |
| 15 ott.     | 0-4         | Zurigo-Young Fellows | 0-3          | 25 mar.      |

| andata (2ª) | andata (2ª) | 2ª giornata              | ritorno (9ª) | ritorno (9ª) |
|             |             |                          |              |              |
| 1 ott.      | 4-1         | Bruhl-Lugano             | 1-3          | 12 nov.      |
| 1 ott.      | 0-3         | Winterthur-Young Fellows | 1-6          | 7 gen.       |
| 1 ott.      | 2-1         | Zurigo-San Gallo         | 5-2          | 3 dic.       |
| 12 nov.     | 3-1         | Grasshoppers-Blue Stars  | 3-1          | 18 mar.      |

| andata (1ª) | andata (1ª) | 1ª giornata          | ritorno (8ª) | ritorno (8ª) |
|             |             |                      |              |              |
| 24 set.     | 2-2         | Grasshoppers-Bruhl   | 0-1          | 15 apr.      |
| 24 set.     | 2-4         | Lugano-Blue Stars    | 2-7          | 14 gen.      |
| 24 set.     | 0-0         | San Gallo-Winterthur | 0-2          | 26 nov.      |
| 15 ott.     | 0-4         | Zurigo-Young Fellows | 0-3          | 25 mar.      |

| andata (2ª) | andata (2ª) | 2ª giornata              | ritorno (9ª) | ritorno (9ª) |
|             |             |                          |              |              |
| 1 ott.      | 4-1         | Bruhl-Lugano             | 1-3          | 12 nov.      |
| 1 ott.      | 0-3         | Winterthur-Young Fellows | 1-6          | 7 gen.       |
| 1 ott.      | 2-1         | Zurigo-San Gallo         | 5-2          | 3 dic.       |
| 12 nov.     | 3-1         | Grasshoppers-Blue Stars  | 3-1          | 18 mar.      |

| andata (3ª) | andata (3ª) | 3ª giornata              | ritorno (10ª) | ritorno (10ª) |
|             |             |                          |               |               |
| 8 ott.      | 1-3         | Lugano-Zurigo            | 2-2           | 15 apr.       |
| 8 ott.      | 2-3         | San Gallo-Grasshoppers   | 0-1           | 8 apr.        |
| 8 ott.      | 2-3         | Winterthur-Bruhl         | 1-1           | 25 feb.       |
| 8 ott.      | 3-3         | Young Fellows-Blue Stars | 1-1           | 8 apr.        |

| andata (4ª) | andata (4ª) | 4ª giornata           | ritorno (11ª) | ritorno (11ª) |
|             |             |                       |               |               |
| 15 ott.     | 3-3         | Bruhl-Blue Stars      | 0-5           | 3 dic.        |
| 15 ott.     | 1-5         | Lugano-San Gallo      | 2-5           | 19 nov.       |
| 19 nov.     | 1-4         | Blue Stars-Winterthur | 0-2           | 4 feb.        |
| 22 ott.     | 0-2         | Grasshoppers-Zurigo   | 1-3           | 29 apr.       |

| andata (3ª) | andata (3ª) | 3ª giornata              | ritorno (10ª) | ritorno (10ª) |
|             |             |                          |               |               |
| 8 ott.      | 1-3         | Lugano-Zurigo            | 2-2           | 15 apr.       |
| 8 ott.      | 2-3         | San Gallo-Grasshoppers   | 0-1           | 8 apr.        |
| 8 ott.      | 2-3         | Winterthur-Bruhl         | 1-1           | 25 feb.       |
| 8 ott.      | 3-3         | Young Fellows-Blue Stars | 1-1           | 8 apr.        |

| andata (4ª) | andata (4ª) | 4ª giornata           | ritorno (11ª) | ritorno (11ª) |
|             |             |                       |               |               |
| 15 ott.     | 3-3         | Bruhl-Blue Stars      | 0-5           | 3 dic.        |
| 15 ott.     | 1-5         | Lugano-San Gallo      | 2-5           | 19 nov.       |
| 19 nov.     | 1-4         | Blue Stars-Winterthur | 0-2           | 4 feb.        |
| 22 ott.     | 0-2         | Grasshoppers-Zurigo   | 1-3           | 29 apr.       |

| andata (5ª) | andata (5ª) | 5ª giornata                | ritorno (12ª) | ritorno (12ª) |
|             |             |                            |               |               |
| 22 ott.     | 2-7         | Lugano-Winterthur          | 0-2           | 11 mar.       |
| 22 ott.     | 0-3         | San Gallo-Bruhl            | 1-3           | 11 mar.       |
| 26 nov.     | 3-2         | Zurigo-Blue Stars          | 2-4           | 11 mar.       |
| 10 dic.     | 5-0         | Young Fellows-Grasshoppers | 4-2           | 11 feb.       |

| andata (6ª) | andata (6ª) | 6ª giornata            | ritorno (13ª) | ritorno (13ª) |
|             |             |                        |               |               |
| 29 ott.     | 4-1         | Blue Stars-San Gallo   | 2-3           | 2 mar.        |
| 29 ott.     | 1-2         | Bruhl-Zurigo           | 0-2           | 18 feb.       |
| 29 ott.     | 2-0         | Winterthur-Grasshopper | 2-3           | 28 gen.       |
| 29 ott.     | 2-0         | Young Fellows-Lugano   | 0-0           | 17 dic.       |

| andata (5ª) | andata (5ª) | 5ª giornata                | ritorno (12ª) | ritorno (12ª) |
|             |             |                            |               |               |
| 22 ott.     | 2-7         | Lugano-Winterthur          | 0-2           | 11 mar.       |
| 22 ott.     | 0-3         | San Gallo-Bruhl            | 1-3           | 11 mar.       |
| 26 nov.     | 3-2         | Zurigo-Blue Stars          | 2-4           | 11 mar.       |
| 10 dic.     | 5-0         | Young Fellows-Grasshoppers | 4-2           | 11 feb.       |

| andata (6ª) | andata (6ª) | 6ª giornata            | ritorno (13ª) | ritorno (13ª) |
|             |             |                        |               |               |
| 29 ott.     | 4-1         | Blue Stars-San Gallo   | 2-3           | 2 mar.        |
| 29 ott.     | 1-2         | Bruhl-Zurigo           | 0-2           | 18 feb.       |
| 29 ott.     | 2-0         | Winterthur-Grasshopper | 2-3           | 28 gen.       |
| 29 ott.     | 2-0         | Young Fellows-Lugano   | 0-0           | 17 dic.       |

| \| andata (7ª) \| andata (7ª) \| 7ª giornata \| ritorno (14ª) \| ritorno (14ª) \| \| \| \| \| \| \| \| 12 nov. \| 1-1 \| Winterthur-Zurigo \| 2-0 \| 17 dic. \| \| 12 nov. \| 3-2 \| Young Fellows-San Gallo \| 2-1 \| 4 mar. \| \| 26 nov. \| 4-0 \| Grasshoppers-Lugano \| 0-1 \| 25 feb. \| \| 18 mar. \| 1-0[1] \| Bruhl-Young Fellows \| 1-4 \| 4 feb. \| |             |                         |               |               |
| andata (7ª) | andata (7ª) | 7ª giornata             | ritorno (14ª) | ritorno (14ª) |
| |             |                         |               |               |
| 12 nov. | 1-1         | Winterthur-Zurigo       | 2-0           | 17 dic.       |
| 12 nov. | 3-2         | Young Fellows-San Gallo | 2-1           | 4 mar.        |
| 26 nov. | 4-0         | Grasshoppers-Lugano     | 0-1           | 25 feb.       |
| 18 mar. | 1-0         | Bruhl-Young Fellows     | 1-4           | 4 feb.        |

| andata (7ª) | andata (7ª) | 7ª giornata             | ritorno (14ª) | ritorno (14ª) |
|             |             |                         |               |               |
| 12 nov.     | 1-1         | Winterthur-Zurigo       | 2-0           | 17 dic.       |
| 12 nov.     | 3-2         | Young Fellows-San Gallo | 2-1           | 4 mar.        |
| 26 nov.     | 4-0         | Grasshoppers-Lugano     | 0-1           | 25 feb.       |
| 18 mar.     | 1-0         | Bruhl-Young Fellows     | 1-4           | 4 feb.        |

## Girone Centrale

### Squadre partecipanti
| Club             | Stagione | Città   | Stadio                | Stagione 1921-1922           |
| ---------------- | -------- | ------- | --------------------- | ---------------------------- |
| Aarau            | dettagli | Aarau   | Stadion Brügglifeld   | 7º posto nel Girone Centrale |
| Basilea          | dettagli | Basilea | St. Jakob-Park        | 3º posto del Gruppo Centrale |
| Berna            | dettagli | Berna   | Stadion Neufeld       | 6º posto nel Girone Ovest    |
| Bienne           | dettagli | Bienna  | Stadion Gurzelen      | 2º posto nel Girone Centrale |
| Lucerna          | dettagli | Lucerna | Stadion Allmend       | 1º posto nel Girone Centrale |
| Nordstern        | dettagli | Basilea | Sportanlagen Rankhof  | 5º posto nel Girone Centrale |
| Old Boys Basilea | dettagli | Basilea | Stadion Schützenmatte | 8º posto nel Girone Centrale |
| Young Boys       | dettagli | Berna   | Stadio Wankdorf       | 4º posto nel Girone Ovest    |

### Classifica finale
|  | Pos. | Squadra          | Pt | G  | V  | N | P  | GF | GS | DR  |
|  | ---- | ---------------- | -- | -- | -- | - | -- | -- | -- | --- |
|  | 1.   | Young Boys       | 22 | 14 | 10 | 2 | 2  | 36 | 10 | +26 |
|  | 2.   | Berna            | 20 | 14 | 10 | 0 | 4  | 31 | 16 | +15 |
|  | 3.   | Basilea          | 17 | 14 | 7  | 3 | 4  | 20 | 18 | +2  |
|  | 4.   | Old Boys Basilea | 16 | 14 | 5  | 6 | 3  | 24 | 18 | +6  |
|  | 5.   | Nordstern        | 14 | 14 | 5  | 4 | 5  | 18 | 18 | 0   |
|  | 6.   | Aarau            | 8  | 14 | 3  | 2 | 9  | 14 | 24 | -10 |
|  | 7.   | Lucerna          | 8  | 14 | 3  | 2 | 9  | 12 | 35 | -23 |
|  | 8.   | Bienne           | 7  | 14 | 3  | 1 | 10 | 11 | 27 | -16 |

### Risultati

#### Tabellone
|            | AAR  | BAS  | BER  | BIE  | LUC  | NOR  | OLB  | YBO  |
| ---------- | ---- | ---- | ---- | ---- | ---- | ---- | ---- | ---- |
| Aarau      | –––– | 0-2  | 0-3  | 2-0  | 0-2  | 0-1  | 1-2  | 0-3  |
| Basilea    | 4-3  | –––– | 3-0  | 1-3  | 2-0  | 1-1  | 1-1  | 2-1  |
| Berna      | 2-0  | 2-0  | –––– | 3-0  | 0-2  | 2-1  | 2-0  | 1-6  |
| Bienne     | 0-3  | 2-0  | 0-3  | –––– | 0-3  | 0-2  | 1-1  | 1-2  |
| Lucerna    | 2-2  | 0-3  | 1-6  | 0-3  | –––– | 0-3  | 1-5  | 0-5  |
| Nordstern  | 1-2  | 0-0  | 1-2  | 2-1  | 1-1  | –––– | 1-1  | 1-3  |
| Old Boys   | 1-1  | 5-0  | 0-5  | 3-0  | 1-0  | 1-2  | –––– | 2-2  |
| Young Boys | 1-0  | 0-1  | 2-0  | 2-0  | 4-0  | 4-1  | 1-1  | –––– |

#### Calendario
| andata (1ª) | andata (1ª) | 1ª giornata      | ritorno (8ª) | ritorno (8ª) |
|             |             |                  |              |              |
| 24 set.     | 2-0         | Berna-Basilea    | 0-3          | 4 feb.       |
| 24 set.     | 0-2         | Bienna-Nordstern | 1-2          | 10 dic.      |
| 24 set.     | 1-0         | Old Boys-Lucerna | 5-1          | 14 gen.      |
| 17 dic.     | 0-3         | Aarau-Young Boys | 0-1          | 11 feb.      |

| andata (2ª) | andata (2ª) | 2ª giornata         | ritorno (9ª) | ritorno (9ª) |
|             |             |                     |              |              |
| 1 ott.      | 1-1         | Basilea-Nordstern   | 0-0          | 5 nov.       |
| 1 ott.      | 2-0         | Berna-Aarau         | 3-0          | 5 nov.       |
| 1 ott.      | 0-3         | Lucerna-Bienna      | 3-0          | 25 feb.      |
| 8 ott.      | 1-1         | Young Boys-Old Boys | 2-2          | 28 gen.      |

| andata (1ª) | andata (1ª) | 1ª giornata      | ritorno (8ª) | ritorno (8ª) |
|             |             |                  |              |              |
| 24 set.     | 2-0         | Berna-Basilea    | 0-3          | 4 feb.       |
| 24 set.     | 0-2         | Bienna-Nordstern | 1-2          | 10 dic.      |
| 24 set.     | 1-0         | Old Boys-Lucerna | 5-1          | 14 gen.      |
| 17 dic.     | 0-3         | Aarau-Young Boys | 0-1          | 11 feb.      |

| andata (2ª) | andata (2ª) | 2ª giornata         | ritorno (9ª) | ritorno (9ª) |
|             |             |                     |              |              |
| 1 ott.      | 1-1         | Basilea-Nordstern   | 0-0          | 5 nov.       |
| 1 ott.      | 2-0         | Berna-Aarau         | 3-0          | 5 nov.       |
| 1 ott.      | 0-3         | Lucerna-Bienna      | 3-0          | 25 feb.      |
| 8 ott.      | 1-1         | Young Boys-Old Boys | 2-2          | 28 gen.      |

| andata (3ª) | andata (3ª) | 3ª giornata          | ritorno (10ª) | ritorno (10ª) |
|             |             |                      |               |               |
| 8 ott.      | 0-3         | Lucerna-Basilea      | 0-2           | 18 feb.       |
| 26 nov.     | 4-1         | Young Boys-Nordstern | 3-1           | 25 feb.       |
| 3 dic.      | 2-0         | Aarau-Bienna         | 3-0           | 4 feb.        |
| 10 dic.     | 2-0         | Berna-Old Boys       | 5-0           | 17 dic.       |

| andata (4ª) | andata (4ª) | 4ª giornata       | ritorno (11ª) | ritorno (11ª) |
|             |             |                   |               |               |
| 15 ott.     | 0-1         | Aarau-Nordstern   | 2-1           | 14 gen.       |
| 15 ott.     | 1-1         | Basilea-Old Boys  | 0-5           | 21 gen.       |
| 15 ott.     | 0-2         | Berna-Lucerna     | 6-1           | 26 nov.       |
| 15 ott.     | 1-2         | Bienna-Young Boys | 0-2           | 14 gen.       |

| andata (3ª) | andata (3ª) | 3ª giornata          | ritorno (10ª) | ritorno (10ª) |
|             |             |                      |               |               |
| 8 ott.      | 0-3         | Lucerna-Basilea      | 0-2           | 18 feb.       |
| 26 nov.     | 4-1         | Young Boys-Nordstern | 3-1           | 25 feb.       |
| 3 dic.      | 2-0         | Aarau-Bienna         | 3-0           | 4 feb.        |
| 10 dic.     | 2-0         | Berna-Old Boys       | 5-0           | 17 dic.       |

| andata (4ª) | andata (4ª) | 4ª giornata       | ritorno (11ª) | ritorno (11ª) |
|             |             |                   |               |               |
| 15 ott.     | 0-1         | Aarau-Nordstern   | 2-1           | 14 gen.       |
| 15 ott.     | 1-1         | Basilea-Old Boys  | 0-5           | 21 gen.       |
| 15 ott.     | 0-2         | Berna-Lucerna     | 6-1           | 26 nov.       |
| 15 ott.     | 1-2         | Bienna-Young Boys | 0-2           | 14 gen.       |

| andata (5ª) | andata (5ª) | 5ª giornata       | ritorno (12ª) | ritorno (12ª) |
|             |             |                   |               |               |
| 22 ott.     | 1-3         | Basilea-Bienna    | 0-2           | 26 nov.       |
| 22 ott.     | 1-6         | Berna-Young Boys  | 0-2           | 18 feb.       |
| 19 nov.     | 1-1         | Nordstern-Lucerna | 3-0           | 3 dic.        |
| 26 nov.     | 1-1         | Old Boys-Aarau    | 2-1           | 18 feb.       |

| andata (6ª) | andata (6ª) | 6ª giornata        | ritorno (13ª) | ritorno (13ª) |
|             |             |                    |               |               |
| 29 ott.     | 0-2         | Aarau-Basilea      | 3-4           | 4 mar.        |
| 29 ott.     | 3-0         | Berna-Bienna       | 3-0           | 18 mar.       |
| 29 ott.     | 0-5         | Lucerna-Young Boys | 0-4           | 4 feb.        |
| 29 ott.     | 1-1         | Nordstern-Old Boys | 2-1           | 11 mar.       |

| andata (5ª) | andata (5ª) | 5ª giornata       | ritorno (12ª) | ritorno (12ª) |
|             |             |                   |               |               |
| 22 ott.     | 1-3         | Basilea-Bienna    | 0-2           | 26 nov.       |
| 22 ott.     | 1-6         | Berna-Young Boys  | 0-2           | 18 feb.       |
| 19 nov.     | 1-1         | Nordstern-Lucerna | 3-0           | 3 dic.        |
| 26 nov.     | 1-1         | Old Boys-Aarau    | 2-1           | 18 feb.       |

| andata (6ª) | andata (6ª) | 6ª giornata        | ritorno (13ª) | ritorno (13ª) |
|             |             |                    |               |               |
| 29 ott.     | 0-2         | Aarau-Basilea      | 3-4           | 4 mar.        |
| 29 ott.     | 3-0         | Berna-Bienna       | 3-0           | 18 mar.       |
| 29 ott.     | 0-5         | Lucerna-Young Boys | 0-4           | 4 feb.        |
| 29 ott.     | 1-1         | Nordstern-Old Boys | 2-1           | 11 mar.       |

| \| andata (7ª) \| andata (7ª) \| 7ª giornata \| ritorno (14ª) \| ritorno (14ª) \| \| \| \| \| \| \| \| 8 ott. \| 1-2 \| Nordstern-Berna \| 1-2 \| 12 nov. \| \| 22 ott. \| 2-2 \| Lucerna-Aarau \| 2-0 \| 18 gen. \| \| 12 nov. \| 2-1 \| Basilea-Young Boys \| 1-0 \| 18 mar. \| \| 12 nov. \| 1-1 \| Bienna-Old Boys \| 0-3[8] \| 11 feb. \| |             |                    |               |               |
| andata (7ª) | andata (7ª) | 7ª giornata        | ritorno (14ª) | ritorno (14ª) |
| |             |                    |               |               |
| 8 ott. | 1-2         | Nordstern-Berna    | 1-2           | 12 nov.       |
| 22 ott. | 2-2         | Lucerna-Aarau      | 2-0           | 18 gen.       |
| 12 nov. | 2-1         | Basilea-Young Boys | 1-0           | 18 mar.       |
| 12 nov. | 1-1         | Bienna-Old Boys    | 0-3           | 11 feb.       |

| andata (7ª) | andata (7ª) | 7ª giornata        | ritorno (14ª) | ritorno (14ª) |
|             |             |                    |               |               |
| 8 ott.      | 1-2         | Nordstern-Berna    | 1-2           | 12 nov.       |
| 22 ott.     | 2-2         | Lucerna-Aarau      | 2-0           | 18 gen.       |
| 12 nov.     | 2-1         | Basilea-Young Boys | 1-0           | 18 mar.       |
| 12 nov.     | 1-1         | Bienna-Old Boys    | 0-3           | 11 feb.       |

## Girone Ovest

### Squadre partecipanti
| Club               | Stagione | Città             | Stadio                 | Stagione 1921-1922           |
| ------------------ | -------- | ----------------- | ---------------------- | ---------------------------- |
| Cantonal Neuchâtel | dettagli | Neuchâtel         | Stadio Cantonal        | 5º posto del Gruppo Ovest    |
| Étoile-Sporting    | dettagli | La Chaux-de-Fonds | Les Foulets            | 6º posto nel Girone Ovest    |
| Friburgo           | dettagli | Friborgo          | Stadio Saint-Léonard   | 8º posto nel Girone Ovest    |
| La Chaux-de-Fonds  | dettagli | La Chaux-de-Fonds | Stadio di la Charrière | 2º posto nel Girone Centrale |
| Losanna            | dettagli | Losanna           | Stade de la Pontaise   | 3º posto nel Girone Ovest    |
| Montreux-Sports    | dettagli | Montreux          | Stade de Chailly       | 4º posto nel Girone Ovest    |
| Urania Ginevra     | dettagli | Ginevra           | Stadio Frontenex       | 7º posto nel Girone Ovest    |
| Servette           | dettagli | Ginevra           | Stade des Charmilles   | 1º posto nel Girone Ovest    |

### Classifica finale
|  | Pos. | Squadra            | Pt | G  | V  | N | P  | GF | GS | DR  |
|  | ---- | ------------------ | -- | -- | -- | - | -- | -- | -- | --- |
|  | 1.   | Servette           | 24 | 14 | 11 | 2 | 1  | 41 | 4  | +37 |
|  | 2.   | Losanna            | 20 | 14 | 8  | 4 | 2  | 28 | 15 | +13 |
|  | 3.   | Étoile-Sporting    | 17 | 14 | 7  | 3 | 4  | 25 | 18 | +7  |
|  | 4.   | La Chaux-de-Fonds  | 16 | 14 | 7  | 2 | 5  | 21 | 14 | +7  |
|  | 5.   | Cantonal Neuchâtel | 11 | 14 | 5  | 1 | 8  | 11 | 35 | -24 |
|  | 6.   | Urania Ginevra     | 10 | 14 | 3  | 4 | 7  | 15 | 20 | -5  |
|  | 7.   | Montreux-Sports    | 8  | 14 | 3  | 2 | 9  | 11 | 30 | -19 |
|  | 8.   | Friburgo           | 6  | 14 | 2  | 2 | 10 | 14 | 30 | -16 |

### Risultati

#### Tabellone
|                   | CAN  | ETO  | FRI  | LCF  | LOS  | MON  | SER  | URA  |
| ----------------- | ---- | ---- | ---- | ---- | ---- | ---- | ---- | ---- |
| Cantonal          | –––– | 2-2  | 3-1  | 0-3  | 0-2  | 1-0  | 0-5  | 2-1  |
| Etoile-Sporting   | 3-0  | –––– | 2-0  | 1-3  | 2-0  | 3-1  | 0-1  | 2-1  |
| Friborgo          | 3-0  | 0-3  | –––– | 0-0  | 2-2  | 1-0  | 2-4  | 1-4  |
| La Chaux-de-Fonds | 1-2  | 1-2  | 2-1  | –––– | 1-2  | 4-1  | 0-0  | 3-0  |
| Losanna           | 5-0  | 3-3  | 3-1  | 2-0  | –––– | 3-2  | 2-1  | 0-0  |
| Montreux          | 1-0  | 2-1  | 2-0  | 0-2  | 1-1  | –––– | 0-2  | 1-1  |
| Servette          | 8-0  | 3-0  | 2-0  | 3-0  | 1-0  | 8-0  | –––– | 0-0  |
| Urania            | 0-1  | 1-1  | 3-2  | 0-1  | 1-3  | 3-0  | 0-3  | –––– |

#### Calendario
| andata (1ª) | andata (1ª) | 1ª giornata                | ritorno (8ª) | ritorno (8ª) |
|             |             |                            |              |              |
| 24 set.     | 0-2         | Cantonal-Losanna           | 0-5          | 17 dic.      |
| 24 set.     | 2-1         | La Chaux de Fonds-Friborgo | 0-0          | 11 feb.      |
| 24 set.     | 1-1         | Montreux-Urania            | 0-3          | 27 mag.      |
| 9 set.      | 3-0         | Servette-Etoile            | 1-0          | 12 nov.      |

| andata (2ª) | andata (2ª) | 2ª giornata              | ritorno (9ª) | ritorno (9ª) |
|             |             |                          |              |              |
| 1 ott.      | 3-0         | Etoile-Cantonal          | 2-2          | 18 feb.      |
| 1 ott.      | 1-0         | Friborgo-Montreux        | 0-2          | 18 feb.      |
| 1 ott.      | 2-1         | Losanna-Servette         | 0-1          | 4 feb.       |
| 1 ott.      | 0-1         | Urania-La Chaux de Fonds | 0-3          | 19 nov.      |

| andata (1ª) | andata (1ª) | 1ª giornata                | ritorno (8ª) | ritorno (8ª) |
|             |             |                            |              |              |
| 24 set.     | 0-2         | Cantonal-Losanna           | 0-5          | 17 dic.      |
| 24 set.     | 2-1         | La Chaux de Fonds-Friborgo | 0-0          | 11 feb.      |
| 24 set.     | 1-1         | Montreux-Urania            | 0-3          | 27 mag.      |
| 9 set.      | 3-0         | Servette-Etoile            | 1-0          | 12 nov.      |

| andata (2ª) | andata (2ª) | 2ª giornata              | ritorno (9ª) | ritorno (9ª) |
|             |             |                          |              |              |
| 1 ott.      | 3-0         | Etoile-Cantonal          | 2-2          | 18 feb.      |
| 1 ott.      | 1-0         | Friborgo-Montreux        | 0-2          | 18 feb.      |
| 1 ott.      | 2-1         | Losanna-Servette         | 0-1          | 4 feb.       |
| 1 ott.      | 0-1         | Urania-La Chaux de Fonds | 0-3          | 19 nov.      |

| andata (3ª) | andata (3ª) | 3ª giornata               | ritorno (10ª) | ritorno (10ª) |
|             |             |                           |               |               |
| 8 ott.      | 1-4         | Friborgo-Urania           | 2-3           | 18 mar.       |
| 8 ott.      | 1-2         | La Chaux de Fonds-Losanna | 0-2           | 25 mar.       |
| 8 ott.      | 2-1         | Montreux-Etoile           | 1-3           | 26 nov.       |
| 8 ott.      | 8-0         | Servette-Cantonal         | 5-0           | 26 nov.       |

| andata (4ª) | andata (4ª) | 4ª giornata                | ritorno (11ª) | ritorno (11ª) |
|             |             |                            |               |               |
| 15 ott.     | 0-3         | Cantonal-La Chaux de Fonds | 2-1           | 29 apr.       |
| 15 ott.     | 2-0         | Etoile-Friborgo            | 3-0           | 25 feb.       |
| 15 ott.     | 3-2         | Losanna-Montreux           | 1-1           | 18 mar.       |
| 15 ott.     | 0-3         | Urania-Servette            | 0-0           | 25 mar.       |

| andata (3ª) | andata (3ª) | 3ª giornata               | ritorno (10ª) | ritorno (10ª) |
|             |             |                           |               |               |
| 8 ott.      | 1-4         | Friborgo-Urania           | 2-3           | 18 mar.       |
| 8 ott.      | 1-2         | La Chaux de Fonds-Losanna | 0-2           | 25 mar.       |
| 8 ott.      | 2-1         | Montreux-Etoile           | 1-3           | 26 nov.       |
| 8 ott.      | 8-0         | Servette-Cantonal         | 5-0           | 26 nov.       |

| andata (4ª) | andata (4ª) | 4ª giornata                | ritorno (11ª) | ritorno (11ª) |
|             |             |                            |               |               |
| 15 ott.     | 0-3         | Cantonal-La Chaux de Fonds | 2-1           | 29 apr.       |
| 15 ott.     | 2-0         | Etoile-Friborgo            | 3-0           | 25 feb.       |
| 15 ott.     | 3-2         | Losanna-Montreux           | 1-1           | 18 mar.       |
| 15 ott.     | 0-3         | Urania-Servette            | 0-0           | 25 mar.       |

| andata (5ª) | andata (5ª) | 5ª giornata              | ritorno (12ª) | ritorno (12ª) |
|             |             |                          |               |               |
| 22 ott.     | 2-1         | Cantonal-Urania          | 1-0           | 6 mag.        |
| 22 ott.     | 2-2         | Friborgo-Losanna         | 1-3           | 26 nov.       |
| 22 ott.     | 1-2         | La Chaux de Fonds-Etoile | 3-1           | 22 apr.       |
| 28 gen.     | 0-2         | Montreux-Servette        | 0-8           | 15 apr.       |

| andata (6ª) | andata (6ª) | 6ª giornata                | ritorno (13ª) | ritorno (13ª) |
|             |             |                            |               |               |
| 29 ott.     | 2-1         | Etoile-Urania              | 1-1           | 3 dic.        |
| 29 ott.     | 2-0         | Servette-Friborgo          | 4-2           | 29 apr.       |
| 12 nov.     | 0-2         | Montreux-La Chaux de Fonds | 1-4           | 8 apr.        |
| 12 nov.     | 1-3         | Urania-Losanna             | 0-0           | 14 gen.       |

| andata (5ª) | andata (5ª) | 5ª giornata              | ritorno (12ª) | ritorno (12ª) |
|             |             |                          |               |               |
| 22 ott.     | 2-1         | Cantonal-Urania          | 1-0           | 6 mag.        |
| 22 ott.     | 2-2         | Friborgo-Losanna         | 1-3           | 26 nov.       |
| 22 ott.     | 1-2         | La Chaux de Fonds-Etoile | 3-1           | 22 apr.       |
| 28 gen.     | 0-2         | Montreux-Servette        | 0-8           | 15 apr.       |

| andata (6ª) | andata (6ª) | 6ª giornata                | ritorno (13ª) | ritorno (13ª) |
|             |             |                            |               |               |
| 29 ott.     | 2-1         | Etoile-Urania              | 1-1           | 3 dic.        |
| 29 ott.     | 2-0         | Servette-Friborgo          | 4-2           | 29 apr.       |
| 12 nov.     | 0-2         | Montreux-La Chaux de Fonds | 1-4           | 8 apr.        |
| 12 nov.     | 1-3         | Urania-Losanna             | 0-0           | 14 gen.       |

| \| andata (7ª) \| andata (7ª) \| 7ª giornata \| ritorno (14ª) \| ritorno (14ª) \| \| \| \| \| \| \| \| 29 ott. \| 1-0 \| Montreux-Cantonal \| 0-1 \| 25 mar. \| \| 12 nov. \| 3-0 \| Friborgo-Cantonal \| 1-3 \| 28 gen. \| \| 10 dic. \| 3-0 \| Servette-La Chaux de Fonds \| 0-0 \| 6 mag. \| \| 11 feb. \| 3-3 \| Losanna-Etoile \| 0-2 \| 13 mag. \| |             |                            |               |               |
| andata (7ª) | andata (7ª) | 7ª giornata                | ritorno (14ª) | ritorno (14ª) |
| |             |                            |               |               |
| 29 ott. | 1-0         | Montreux-Cantonal          | 0-1           | 25 mar.       |
| 12 nov. | 3-0         | Friborgo-Cantonal          | 1-3           | 28 gen.       |
| 10 dic. | 3-0         | Servette-La Chaux de Fonds | 0-0           | 6 mag.        |
| 11 feb. | 3-3         | Losanna-Etoile             | 0-2           | 13 mag.       |

| andata (7ª) | andata (7ª) | 7ª giornata                | ritorno (14ª) | ritorno (14ª) |
|             |             |                            |               |               |
| 29 ott.     | 1-0         | Montreux-Cantonal          | 0-1           | 25 mar.       |
| 12 nov.     | 3-0         | Friborgo-Cantonal          | 1-3           | 28 gen.       |
| 10 dic.     | 3-0         | Servette-La Chaux de Fonds | 0-0           | 6 mag.        |
| 11 feb.     | 3-3         | Losanna-Etoile             | 0-2           | 13 mag.       |

## Girone finale

### Classifica finale
|  | Pos. | Squadra       | Pt | G | V | N | P | GF | GS | DR |
|  | ---- | ------------- | -- | - | - | - | - | -- | -- | -- |
|  | 1.   | Berna         | 3  | 2 | 1 | 1 | 0 | 2  | 1  | +1 |
|  | 2.   | Young Fellows | 2  | 2 | 1 | 0 | 1 | 2  | 2  | 0  |
|  | 3.   | Servette      | 1  | 2 | 0 | 1 | 1 | 2  | 3  | -1 |

### Risultati
- S'incontrano le tre squadre vincitrici dei rispettivi gironi.

|               | Risultato |               | Luogo e data            |  |
| ------------- | --------- | ------------- | ----------------------- |  |
| Berna         | 1 - 0     | Young Fellows | Zurigo, 6 maggio 1923   |  |
| Young Fellows | 2 - 1     | Servette      | Berna, 13 maggio 1923   |  |
| Berna         | 1 - 1     | Servette      | Losanna, 27 maggio 1923 |  |
|               |           |               |                         |  |

## Verdetti
- Il titolo di Campione di Svizzera 1922-23 non fu assegnato.
- Nessuna retrocessione in Promozione.